# Louisa megye (Iowa)
Louisa megye az Amerikai Egyesült Államokban, azon belül Iowa államban található. Lakosainak száma 10 837 fő (2020. április 1.). Louisa megye Muscatine, Des Moines, Johnson, Washington, Henry, Rock Island és Mercer megyékkel határos.

## Népesség
A megye népessége az elmúlt években az alábbi módon változott:
| Lakosok száma | 11 371 | 11 365 | 11 305 | 11 282 | 11 185 | 10 837 |
|               | 2010   | 2011   | 2012   | 2013   | 2015   | 2020   |